# Stylopoda aterrima
Stylopoda aterrima är en fjärilsart som beskrevs av Augustus Radcliffe Grote 1879. Stylopoda aterrima ingår i släktet Stylopoda och familjen nattflyn. Inga underarter finns listade i Catalogue of Life.